# Marziano Barbieri
Marziano Barbieri (Tortona, 1º luglio 1901 – Pavia, 28 gennaio 1977) è stato un calciatore italiano, di ruolo mediano.

## Biografia
Nel corso della Resistenza ha combattuto come partigiano e in seguito è stato assessore a Tortona. Muore nel gennaio 1977 per le conseguenze di un incidente stradale.

## Carriera
Ha disputato l'intera carriera con la maglia del Derthona, con cui esordisce nel campionato di Prima Divisione 1922-1923 disputando 5 partite. Ha al suo attivo altre 11 presenze nella Prima Divisione 1924-1925, oltre a 13 presenze con 1 gol nel campionato di Prima Divisione 1927-1928 corrispondente al secondo livello del calcio italiano.
Nel 1930 contribuisce da titolare alla promozione dei tortonesi in Serie B, categoria nella quale gioca 27 partite nel campionato 1930-1931. Nel 1933 viene posto in lista di trasferimento.